# Copa del Món de ciclisme de 1993
La Copa del Món de ciclisme de 1993 fou la 5a edició de la Copa del Món de ciclisme.

## Calendari
| Data         | Cursa                     | País          | Vencedor                | Equip del vencedor |
| ------------ | ------------------------- | ------------- | ----------------------- | ------------------ |
| 20 de març   | Milà-Sanremo              | Itàlia        | Maurizio Fondriest      | Lampre - Polti     |
| 4 d'abril    | Tour de Flandes           | Bèlgica       | Johan Museeuw           | GB - MG Maglificio |
| 11 d'abril   | París-Roubaix             | França        | Gilbert Duclos-Lassalle | Gan                |
| 18 d'abril   | Lieja-Bastogne-Lieja      | Bèlgica       | Rolf Sørensen           | Carrera            |
| 24 d'abril   | Amstel Gold Race          | Països Baixos | Rolf Jaermann           | Ariostea           |
| 7 d'agost    | Clàssica de Sant Sebastià | Espanya       | Claudio Chiappucci      | Carrera            |
| 15 d'agost   | Wincanton Classic         | Regne Unit    | Alberto Volpi           | Mecair - Ballan    |
| 22 d'agost   | Campionat de Zuric        | Suïssa        | Maurizio Fondriest      | Lampre - Polti     |
| 3 d'octubre  | París-Tours               | França        | Johan Museeuw           | GB - MG Maglificio |
| 9 d'octubre  | Giro de Llombardia        | Itàlia        | Pascal Richard          | Ariostea           |
| 16 d'octubre | Gran Premi de les Nacions | França        | Armand De Las Cuevas    | Castorama          |

## Classificacions finals

### Classificació individual
| Posició | Ciclista            | Equip                  | Punts |
| ------- | ------------------- | ---------------------- | ----- |
| 1       | Maurizio Fondriest  | Lampre - Polti         | 287   |
| 2       | Johan Museeuw       | GB - MG Maglificio     | 172   |
| 3       | Maximilian Sciandri | Motorola               | 114   |
| 4       | Alberto Volpi       | Mecair - Ballan        | 100   |
| 5       | Claudio Chiappucci  | Carrera                | 100   |
| 6       | Giorgio Furlan      | Chazal-Vetta-MBK       | 75    |
| 7       | Franco Ballerini    | GB - MG Maglificio     | 73    |
| 8       | Rolf Sørensen       | Carrera                | 68    |
| 9       | Adri van der Poel   | Mercatone Uno-Zucchini | 52    |
| 10      | Jens Heppner        | Telekom - Eddy Merckx  | 51    |

### Classificació per equips
| Posició | Equip              | Punts |
| ------- | ------------------ | ----- |
| 1       | GB - MG Maglificio | 75    |
| 2       | Novemail - Histor  | 66    |
| 3       | TVM                | 45    |
| 4       | Motorola           | 39    |
| 5       | Lampre - Polti     | 32    |